# Municipio de Rushseba
El municipio de Rushseba (en inglés: Rushseba Township) es un municipio ubicado en el condado de Chisago en el estado estadounidense de Minnesota. En el año 2010 tenía una población de 804 habitantes y una densidad poblacional de 10,22 personas por km².

## Geografía
El municipio de Rushseba se encuentra ubicado en las coordenadas 45°41′23″N 92°55′55″O / 45.68972, -92.93194. Según la Oficina del Censo de los Estados Unidos, el municipio tiene una superficie total de 78.68 km², de la cual 77,62 km² corresponden a tierra firme y (1,34 %) 1,05 km² es agua.

## Demografía
Según el censo de 2010, había 804 personas residiendo en el municipio de Rushseba. La densidad de población era de 10,22 hab./km². De los 804 habitantes, el municipio de Rushseba estaba compuesto por el 96,39 % blancos, el 0,87 % eran afroamericanos, el 0,25 % eran amerindios, el 1,12 % eran asiáticos, el 0,12 % eran de otras razas y el 1,24 % eran de una mezcla de razas. Del total de la población el 1 % eran hispanos o latinos de cualquier raza.